# Józef Brejza
Józef Brejza (* 1936 in Kończyce Małe, Polen) ist ein polnischer Hornist.
Brejza studierte von 1952 bis 1957 Horn am Schlesischen Konservatorium in Kattowitz (Katowice) in den Jahren 1952–57 bei Adam Przybyła. Nach seiner Ausbildung spielte er in der städtischen Philharmonie in Kattowitz. Danach war er Solohornist im Radio-Orchester Kattowitz.
Seit 1960 lebt er in Basel. Dort ist er Mitglied der Basler Orchestergesellschaft. Gemeinsam mit dem Zürcher Kammerorchester veröffentlichte er eine  Schallplattenaufnahme mit dem Hornkonzert von Othmar Schoeck.

## Preise
- 1. Preis im Nationalen Musikwettbewerb in Warschau (1954)
- Silbermedaille des Internationalen Musikwettbewerbs in Moskau (1957)
- 2. Preis im Internationalen Musikwettbewerb in Genf (1960)